# Torreyochloa
Torreyochloa és un gènere de plantes de la família de les poàcies. És originari del nord d'Àsia i Amèrica del Nord.
El gènere va ser descrit per George Lyle Church i publicat a American Journal of Botany 36: 163. 1949. L'espècie tipus és: Torreyochloa pauciflora (J. Presl) G.L. Church.

## Taxonomia
- Torreyochloa california
- Torreyochloa californica
- Torreyochloa erecta (Hitchc.) Church
- Torreyochloa fernaldii (Hitchc.) Church
- Torreyochloa natans (Kom.) Church
- Torreyochloa otisii
- Torreyochloa pallida (Torr.) G.L.Church
- Torreyochloa pauciflora (J.Presl) Church
- Torreyochloa viridis